# Xylopia wilwerthii
Xylopia wilwerthii este o specie de plante angiosperme din genul Xylopia, familia Annonaceae, descrisă de De Wild.. Conține o singură subspecie: X. w. cuneata.